# Hyracotherium
Genre
Hyracotherium est un genre fossile de mammifères périssodactyles qui vivait dans les forêts d'Eurasie pendant l'Éocène inférieur, il y a entre environ 56 et 45 millions d'années.

## Historique
Le premier fossile a été trouvé en Angleterre en 1839 par le paléontologue Richard Owen. Le spécimen était fragmentaire et Owen l'a appelé en 1841 « Hyracotherium », du grec ὓραξ, ὓρακος = hyrax, hyrako : « souris », et θηρίον = thérion : « bête sauvage ». Ce nom fait référence au daman (en anglais hyrax). Quand Othniel Charles Marsh découvrit un spécimen complet lui ressemblant en 1876 au Nouveau-Mexique, il l'appela Eohippus, c'est-à-dire le « cheval de l'aube ». Les deux genres ont longtemps été jugés synonymes, avant d'être à nouveau distingués au XXIe siècle. Hyracotherium est en effet aujourd'hui considéré comme une forme basale précédant les Equidae et peut-être les Brontotheriidae.

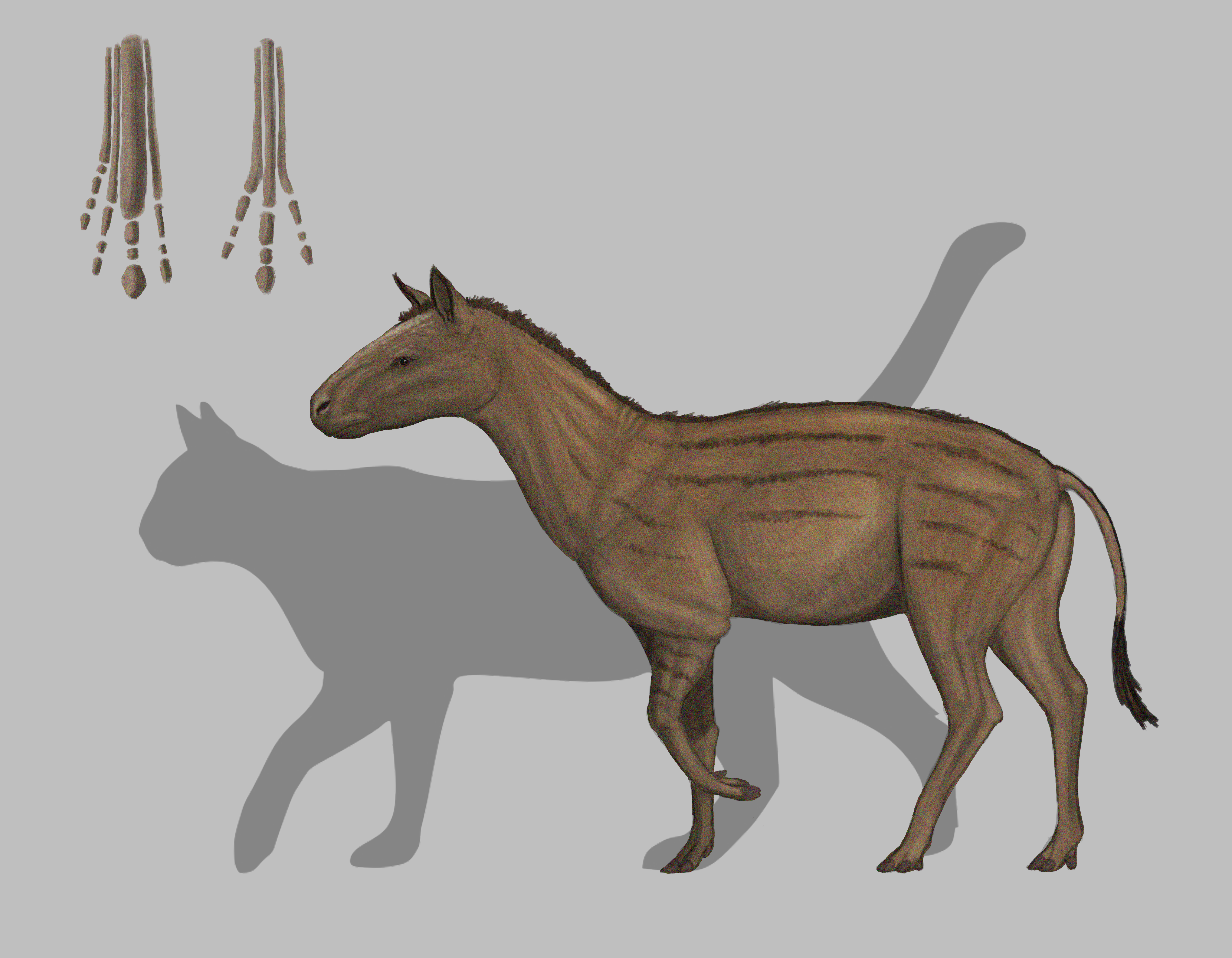
Comparaison de taille entre Hyracotherium et un chat domestique

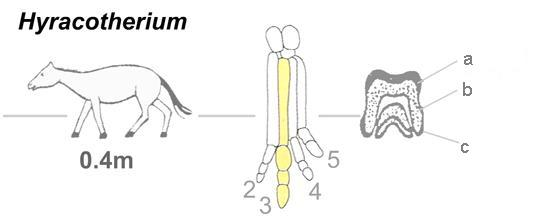
Allure générale, patte avant, molaire (gris : Émail dentaire, pointillé : Dentine, blanc : Cementum)

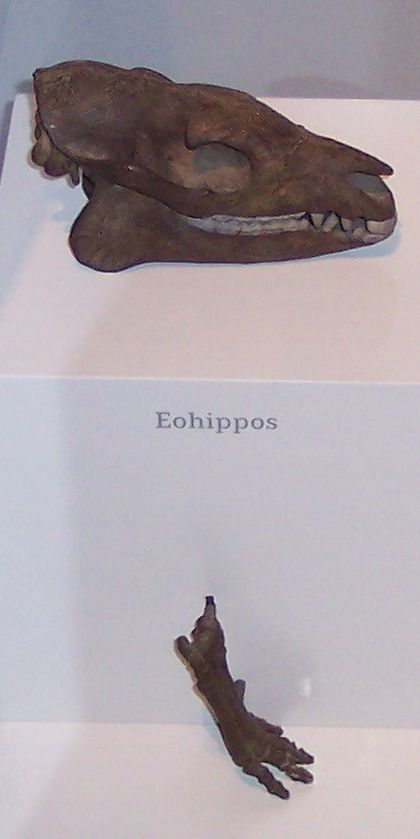
Crâne et pied d'un Hyracotherium

Dans de nombreux ouvrages de vulgarisation, Hyracotherium est décrit comme étant de la taille d'un « petit fox-terrier ». Cette analogie est si curieuse que Stephen Jay Gould lui consacre un passage dans La Foire aux dinosaures (Seuil, 1991) : « L'insidieuse expansion du clone du fox-terrier ». Il démontre que cette comparaison, apparue au début du xxe siècle, a été abondamment reprise dans la littérature scientifique sans être questionnée, alors même que l'Hyracotherium pesait peut-être une vingtaine de kilos, contre moins d'une dizaine pour le fox-terrier.

## Description
Hyracotherium ne mesurait qu'environ 78 cm de long et sa hauteur au garrot était d'environ vingt centimètres. Il pesait environ 9 kg. Son crâne était allongé ; il était muni de 44 dents présentant des couronnes basses. Il avait quatre doigts aux membres antérieurs et trois aux membres postérieurs. Hyracotherium ne possédait pas de sabots, mais s'appuyait sur des coussinets plantaires semblables à ceux des chiens. D'après sa denture, il était végétivore : il se nourrissait de feuilles tendres et de jeunes pousses végétales.

## Classification
Hyracotherium est désormais classé dans la famille des Palaeotheriidae, en lieu et place de celle des Equidae.

## Liste des espèces
- † Hyracotherium leporinum, Owen, 1841

La plupart des autres espèces initialement rattachées au genre Hyracotherium ont été reversées au XXIe siècle dans de nouveaux genres.